# Darrent Williams
Darrent Williams (Fort Worth, Texas 27 de septiembre de 1982-Denver, Colorado 1 de enero de 2007) fue un jugador estadounidense de fútbol americano que jugó en la NFL en el equipo de los Denver Broncos. Jugaba en la posición de cornerback. Era un jugador de segundo año que estaba en ascenso había sido elegido por los Broncos en el Draft de la NFL de 2005.
Murió trágicamente en un tiroteo la madrugada del año nuevo 2007, 12 horas después de haber jugado su último partido en contra de San Francisco, con derrota para los Broncos, que se quedaron sin playoffs ese año. Por ese asesinato no hubo detenidos, aunque podría relacionarse a una pelea esa misma noche en una fiesta nocturna en una casa en la que estaba la estrella de baloncesto de los Denver Nuggets de la NBA, Kenyon Martin.